# Tim Krul
Timothy Michael (Tim) Krul (Den Haag, 3 april 1988) is een Nederlands doelman in het betaald voetbal. Hij verruilde Norwich City medio 2023 voor Luton Town. Krul debuteerde in 2011 in het Nederlands voetbalelftal.

## Clubcarrière

### Jeugd
Krul groeide op in Den Haag, waar hij aanvankelijk voetbalde bij Hvv RAS en later bij ADO Den Haag. Naast zijn voetbalcarrière behaalde hij ook een VMBO-diploma op het Segbroek College. Tijdens het Europees kampioenschap onder 17 jaar – in Toscane, Italië van 3 t/m 14 mei 2005 – maakte Krul zoveel indruk als doelman van het Nederlands elftal dat hij in de belangstelling kwam van enkele buitenlandse clubs. Op 19 juli 2005 werd bekend dat Krul gecontracteerd was door het Engelse Newcastle United. Newcastle betaalde geen vergoeding aan ADO, omdat Krul daar als amateur speelde. ADO ging hier tegen in beroep bij de FIFA die de zaak afwees. ADO ging in hoger beroep en na een uitspraak van het Hof van Arbitrage voor Sport (CAS) op 7 februari 2007 moest Newcastle een opleidingsvergoeding van 220.000 euro betalen aan ADO voor de overname van Krul.

### Newcastle United
Krul debuteerde voor Newcastle op 2 november 2006 in de met 0-1 gewonnen UEFA Cup-wedstrijd tegen Palermo en maakte veel indruk met een aantal goede reddingen. Een paar dagen later bleek hij een knieblessure te hebben opgelopen, waaraan hij werd geopereerd. Krul werd in juni
2007 ook nog Europees kampioen met Jong Oranje, maar speelde echter geen enkele wedstrijd.
Omdat Krul in het seizoen 2007/2008 als derde doelman van Newcastle achter onder meer Shay Given weinig kans maakte op een plaats in het eerste elftal, stond hij dat seizoen op huurbasis onder de lat bij het Schotse Falkirk.
In de zomer van 2008 werd Krul met verschillende clubs in verband gebracht en op 16 juli 2008 meldde Feyenoord zich zelfs officieel voor de toen 20-jarige doelman, maar Newcastle United zag op het laatste moment van de transfer af. In november werd hij voor een maand verhuurd aan Carlisle United. Newcastle United degradeerde in 2009 naar het Engelse Championship, maar keerde het seizoen erop weer terug in de Engelse Premier League.
Op 8 augustus 2009 maakte Krul zijn competitiedebuut voor Newcastle. Tijdens een wedstrijd tegen West Bromwich Albion viel hij in voor de geblesseerd geraakte Steve Harper. Hij veroverde in het seizoen 2010-2011 een basisplaats, welke hij tot 2015 zou behouden. Tevens werd hij Nederlands international.
In het seizoen 2015-2016 was Steve McClaren, oud-trainer van onder andere FC Twente, zijn coach. Op 11 oktober 2015, acht wedstrijden in het seizoen 2015-2016, mocht Krul van bondscoach Danny Blind starten in de wedstrijd tegen Kazachstan, nadat eerste doelman Jasper Cillessen in de warming-up geblesseerd moest afhaken. In de 80e minuut scheurde hij een kruisband in de rechterknie, waardoor hij de rest van het seizoen uitgeschakeld was. Hij werd bij Newcastle United vervangen door Rob Elliot. Nadat Elliot geblesseerd raakte werd hij op zijn beurt weer vervangen door Karl Darlow. Halverwege het seizoen werd McLaren vanwege tegenvallende resultaten vervangen door Rafael Benítez, die het tij ook niet kon keren. Aan het eind van het seizoen degradeerde Newcastle United, ondanks een investering in de spelersgroep van 100 miljoen euro, naar het Championship. In de zomer van 2016 reorganiseerde Rafael Benítez de selectie en trok de club op diens aanraden de Belgische doelman Matz Sels aan. Hierdoor werd de toekomst van Krul, wiens contract nog maar een jaar doorliep, bij de club onzeker. Zeker gezien het feit dat hij nog immer geblesseerd was. Eind augustus 2016 verlengde Krul zijn contract tot de zomer van 2018, waarmee hij de weg opende voor een verhuur van een jaar aan een andere club, zodat Newcastle United bij terugkeer van de doelman, nog een transfersom kon eisen.

### Verhuur aan Ajax
Newcastle United verhuurde Krul op 25 augustus 2016 voor een jaar aan Ajax. Hier moest hij de naar FC Barcelona vertrokken Jasper Cillessen opvolgen. Hij was niet direct inzetbaar omdat hij nog herstelde van zijn blessure. Nadat hij fit raakte, lukte het hem niet om concurrent André Onana uit het doel te verdrijven. Een debuut bij Ajax bleef uit.

### Verhuur aan AZ
De huurperiode bij Ajax werd op 31 januari 2017 per direct beëindigd, waarna Krul, wederom op huurbasis, voor de rest van het seizoen overstapte naar AZ. Hier kreeg hij direct een basisplaats. Zodoende debuteerde hij op 4 februari 2017 in de Eredivisie, tijdens een met 2–4 verloren wedstrijd thuis tegen PSV. Dit was het begin van een serie waarin Krul in zes wedstrijden achttien doelpunten tegen kreeg. Elf daarvan vielen in een dubbele ontmoeting met Olympique Lyonnais (1-4 en 7-1), in de Europa League. Krul hielp AZ op 2 maart 2017 naar de finale van het toernooi om de KNVB beker. In de halve finale thuis tegen SC Cambuur kwamen beide ploegen niet tot scoren. Daarop volgde een beslissende strafschoppenserie. Nadat zowel AZ als Cambuur al twee keer miste, hield Krul een inzet van Martijn Barto tegen en besliste daarmee de wedstrijd. De bekerfinale ging echter verloren tegen SBV Vitesse, terwijl het seizoen 2016/17 met een zesde plaats in de competitie werd afgesloten.

### Brighton & Hove Albion
Na zijn verhuurperiode keerde Krul terug naar Newcastle United. Hier was hij echter niet welkom meer. Zo liet trainer Rafael Benítez hem buiten de selectie voor het voorbereidende trainingskamp en werd hij verbannen naar het jeugdcomplex. Hierop stapte hij, wederom op huurbasis, over naar Brighton & Hove Albion FC, dat die zomer gepromoveerd was naar de Premier League. Hier trof hij landgenoten Davy Pröpper en Soufyan Ahannach. Enkele weken later verraste Krul met een definitieve overstap naar club, waarmee er na twaalf jaar een abrupt einde kwam aan zijn dienstverband in Newcastle. Hij tekende een contract voor een seizoen. Bij Brighton & Hove Albion verloor Krul de concurrentiestrijd met de van Valencia overgekomen en voor KRC Genk spelende doelman Mathew Ryan en fungeerde hij voornamelijk als reservedoelman, maar mocht wel de wedstrijden voor de FA Cup en League Cup spelen. De club besloot in 2018 de doelman geen nieuw contract aan te bieden.

### Norwich City
In de zomer van 2018 tekende Krul een tweejarig contract bij Norwich City FC, dat uitkwam in de Championship en waar hij rugnummer 1 kreeg toegewezen. Krul ging het seizoen in als eerste keeper en kwam dat seizoen boven de 40 wedstrijden voor de club. Op 27 april 2019 verzekerde hij zich met de ploeg als kampioen van promotie naar de Premier League. In het seizoen 2019/20 werd hij Norwich speler van het jaar. De club degradeerde echter en keerde in 2021 weer als kampioen terug in de Premier League. In 2022 degradeerde Krul andermaal met Norwich. Gedurende het seizoen 2022/23 verloor hij zijn plaats aan Angus Gunn.

### Luton Town
Half augustus 2023 werd Krul aangetrokken door Luton Town dat voor de eerste keer in de clubhistorie naar de Premier League gepromoveerd was.

## Clubstatistieken

### Beloften
| Seizoen | Club      | Competitie     | Wed. | Dlp. |
| ------- | --------- | -------------- | ---- | ---- |
| 2016/17 | Jong Ajax | Eerste divisie | 6    | 0    |
| Totaal  | Totaal    | Totaal         | 6    | 0    |

### Senioren
| Seizoen         | Club                   | Competitie              | Competitie | Competitie | Beker | Beker | Internationaal | Internationaal | Totaal | Totaal |
| Seizoen         | Club                   | Competitie              | Wed.       | Dlp.       | Wed.  | Dlp.  | Wed.           | Dlp.           | Wed.   | Dlp.   |
| --------------- | ---------------------- | ----------------------- | ---------- | ---------- | ----- | ----- | -------------- | -------------- | ------ | ------ |
| 2006/07         | Newcastle United       | Premier League          | 0          | 0          | 0     | 0     | 1              | 0              | 1      | 0      |
| 2007/08         | → Falkirk              | Scottish Premier League | 22         | 0          | 4     | 0     | —              | —              | 26     | 0      |
| 2008/09         | → Carlisle United      | League One              | 9          | 0          | 0     | 0     | —              | —              | 9      | 0      |
| 2009/10         | Newcastle United       | Championship            | 3          | 0          | 5     | 0     | —              | —              | 8      | 0      |
| 2010/11         | Newcastle United       | Premier League          | 21         | 0          | 4     | 0     | —              | —              | 25     | 0      |
| 2011/12         | Newcastle United       | Premier League          | 38         | 0          | 4     | 0     | —              | —              | 42     | 0      |
| 2012/13         | Newcastle United       | Premier League          | 24         | 0          | 0     | 0     | 7              | 0              | 31     | 0      |
| 2013/14         | Newcastle United       | Premier League          | 36         | 0          | 2     | 0     | —              | —              | 38     | 0      |
| 2014/15         | Newcastle United       | Premier League          | 30         | 0          | 1     | 0     | —              | —              | 31     | 0      |
| 2015/16         | Newcastle United       | Premier League          | 8          | 0          | 1     | 0     | —              | —              | 9      | 0      |
| 2016/17         | → Ajax                 | Eredivisie              | 0          | 0          | 0     | 0     | —              | —              | 0      | 0      |
| 2016/17         | → AZ                   | Eredivisie              | 18         | 0          | 2     | 0     | 2              | 0              | 22     | 0      |
| 2017/18         | Brighton & Hove Albion | Premier League          | 0          | 0          | 5     | 0     | —              | —              | 5      | 0      |
| 2018/19         | Norwich City           | Championship            | 46         | 0          | 0     | 0     | —              | —              | 46     | 0      |
| 2019/20         | Norwich City           | Premier League          | 36         | 0          | 2     | 0     | —              | —              | 38     | 0      |
| 2020/21         | Norwich City           | Championship            | 36         | 0          | 1     | 0     | —              | —              | 37     | 0      |
| 2021/22         | Norwich City           | Premier League          | 29         | 0          | 2     | 0     | —              | —              | 31     | 0      |
| 2022/23         | Norwich City           | Championship            | 16         | 0          | 1     | 0     | —              | —              | 17     | 0      |
| 2023/24         | Luton Town             | Premier League          | 0          | 0          | 6     | 0     | —              | —              | 6      | 0      |
| 2024/25         | Luton Town             | Championship            | 0          | 0          | 0     | 0     | —              | —              | 0      | 0      |
| Carrière totaal | Carrière totaal        | Carrière totaal         | 372        | 0          | 40    | 0     | 10             | 0              | 422    | 0      |

Bijgewerkt t/m 12 april 2024.

## Interlandcarrière

### Jeugdelftallen
Krul debuteerde op 26 november 2002 als jeugdinternational voor Nederland –15. Op die dag speelde hij met Nederland –15 een vriendschappelijke wedstrijd tegen Turkije –15 die in 1-1 eindigde. Dit bleef ook zijn enige wedstrijd voor dit team. In 2004 speelde hij eenmaal voor Nederland –16 en maakte hij zijn opwachting bij Nederland –17. Met dit team wist Krul zich te kwalificeren voor het EK in 2005 voor spelers onder 17 dat in Italië werd gehouden. Met Nederland –17 bereikte Krul de finale waarin met 2–1 werd verloren van Turkije –15. Door deze prestatie kwalificeerde Krul zich met Nederland –17 voor het WK voor spelers onder 17 dat in oktober van datzelfde jaar werd gehouden. Op dit WK maakte Krul met Nederland –17 opnieuw indruk door de troostfinale te bereiken. In deze troostfinale wist Nederland te winnen van Turkije waarmee het als derde eindigde. Met Nederland –19 kwalificeerde Krul zich voor het EK –19 in 2007. Krul speelde mee in vijf kwalificatiewedstrijden voor dit EK, maar werd niet opgenomen in de selectie die naar dit EK ging. Krul werd in 2007 door Foppe de Haan opgenomen in de 23-koppige selectie van Jong Oranje voor het EK –21. Jong Oranje wist dit toernooi winnend af te sluiten. Zijn debuut voor Jong Oranje maakte Krul echter pas in 2009.
| Jeugdinterlands van Tim Krul    | Jeugdinterlands van Tim Krul | Jeugdinterlands van Tim Krul | Jeugdinterlands van Tim Krul | Jeugdinterlands van Tim Krul | Jeugdinterlands van Tim Krul |
| Team (№ interlands)             | Datum                        | Wedstrijd                    | Uitslag                      | Soort Wedstrijd              | Doelpunten                   |
| Als speler bij ADO Den Haag     | Als speler bij ADO Den Haag  | Als speler bij ADO Den Haag  | Als speler bij ADO Den Haag  | Als speler bij ADO Den Haag  | Als speler bij ADO Den Haag  |
| ------------------------------- | ---------------------------- | ---------------------------- | ---------------------------- | ---------------------------- | ---------------------------- |
| Onder 15 (1.)                   | 26 november 2002             | Nederland – Turkije          | 1 – 1                        | Vriendschappelijk            |                              |
| Onder 16 (1.)                   | 8 januari 2004               | België – Nederland           | 1 – 1                        | Vriendschappelijk            |                              |
| Onder 17 (1.)                   | 7 augustus 2004              | Nederland – Mexico           | 4 – 1                        | Vriendschappelijk            |                              |
| Onder 17 (2.)                   | 8 augustus 2004              | Nederland – Zuid-Korea       | 2 - 3                        | Vriendschappelijk            |                              |
| Onder 17 (3.)                   | 15 september 2004            | Nederland – België           | 2 – 0                        | Vriendschappelijk            |                              |
| Onder 17 (4.)                   | 29 september 2004            | Nederland – Zwitserland      | 4 – 2                        | Vriendschappelijk            |                              |
| Onder 17 (5.)                   | 9 maart 2005                 | Nederland – Oostenrijk       | 3 – 1                        | Vriendschappelijk            |                              |
| Onder 17 (6.)                   | 26 maart 2005                | Letland – Nederland          | 0 – 4                        | Kwalificatie EK 2005         |                              |
| Onder 17 (7.)                   | 28 maart 2005                | Nederland – Tsjechië         | 1 – 2                        | Kwalificatie EK 2005         |                              |
| Onder 17 (8.)                   | 30 maart 2005                | Duitsland – Nederland        | 2 – 3                        | Kwalificatie EK 2005         |                              |
| Onder 17 (9.)                   | 3 mei 2005                   | Kroatië – Nederland          | 2 - 2                        | EK 2005 groepsfase           |                              |
| Onder 17 (10.)                  | 5 mei 2005                   | Zwitserland – Nederland      | 0 – 0                        | EK 2005 groepsfase           |                              |
| Onder 17 (11.)                  | 8 mei 2005                   | Nederland – Israël           | 2 – 1                        | EK 2005 groepsfase           |                              |
| Onder 17 (12.)                  | 11 mei 2005                  | Italië – Nederland           | 0 – 1                        | EK 2005 halve finale         |                              |
| Onder 17 (13.)                  | 14 mei 2005                  | Nederland – Turkije          | 0 – 2                        | EK 2005 finale               |                              |
| Onder 17 (14.)                  | 17 september 2005            | Nederland – Qatar            | 5 – 3                        | WK 2005 groepsfase           |                              |
| Als speler bij Newcastle United |                              |                              |                              |                              |                              |
| Onder 17 (15.)                  | 20 september 2005            | Nederland – Brazilië         | 1 – 2                        | WK 2005 groepsfase           |                              |
| Onder 17 (16.)                  | 23 september 2005            | Gambia – Nederland           | 0 – 2                        | WK 2005 groepsfase           |                              |
| Onder 17 (17.)                  | 26 september 2005            | Verenigde Staten – Nederland | 0 – 2                        | WK 2005 kwartfinale          |                              |
| Onder 17 (18.)                  | 29 september 2005            | Mexico – Nederland           | 4 – 0                        | WK 2005 halve finale         |                              |
| Onder 17 (19.)                  | 2 oktober 2005               | Nederland – Turkije          | 2 – 1                        | WK 2005 troostfinale         |                              |
| Onder 19 (1.)                   | 5 september 2006             | Engeland – Nederland         | 0 – 0                        | Vriendschappelijk            |                              |
| Onder 19 (2.)                   | 6 oktober 2006               | Wit-Rusland – Nederland      | 1 – 3                        | Kwalificatie EK 2007         |                              |
| Onder 19 (3.)                   | 9 oktober 2006               | Nederland – Macedonië        | 1 – 0                        | Kwalificatie EK 2007         |                              |
| Onder 19 (4.)                   | 15 mei 2007                  | Tsjechië – Nederland         | 0 – 2                        | Kwalificatie EK 2007         |                              |
| Onder 19 (5.)                   | 17 mei 2007                  | Engeland – Nederland         | 1 – 2                        | Kwalificatie EK 2007         |                              |
| Onder 19 (6.)                   | 20 mei 2007                  | Nederland – Rusland          | 0 – 0                        | Kwalificatie EK 2007         |                              |
| Als speler bij Falkirk          |                              |                              |                              |                              |                              |
| Onder 20 (1.)                   | 20 mei 2008                  | Japan – Nederland            | 1 – 0                        | Festival des Espoirs 2008    |                              |
| Onder 20 (2.)                   | 24 mei 2008                  | Frankrijk – Nederland        | 0 – 1                        | Festival des Espoirs 2008    |                              |
| Als speler bij Newcastle United |                              |                              |                              |                              |                              |
| Onder 20 (3.)                   | 10 oktober 2008              | Oekraïne – Nederland         | 0 – 0                        | Vriendschappelijk            |                              |
| Onder 20 (4.)                   | 11 februari 2009             | Nederland – Griekenland      | 4 – 1                        | Vriendschappelijk            |                              |
| Onder 21 (1.)                   | 11 augustus 2009             | Nederland – Engeland         | 0 – 0                        | Vriendschappelijk            |                              |
| Onder 21 (2.)                   | 4 september 2009             | Nederland – Finland          | 2 – 0                        | Kwalificatie EK 2011         |                              |
| Onder 21 (3.)                   | 9 oktober 2009               | Finland – Nederland          | 0 – 1                        | Kwalificatie EK 2011         |                              |
| Onder 21 (4.)                   | 13 oktober 2009              | Polen – Nederland            | 0 – 4                        | Kwalificatie EK 2011         |                              |
| Onder 21 (5.)                   | 13 november 2009             | Nederland – Liechtenstein    | 3 – 0                        | Kwalificatie EK 2011         |                              |
| Onder 21 (6.)                   | 17 november 2009             | Nederland – Spanje           | 2 – 1                        | Kwalificatie EK 2011         |                              |
| Onder 21 (7.)                   | 3 maart 2010                 | Nederland – Polen            | 3 – 2                        | Kwalificatie EK 2011         |                              |
| Onder 21 (8.)                   | 21 mei 2010                  | Portugal – Nederland         | 0 – 0                        | Vriendschappelijk            |                              |
| Onder 21 (9.)                   | 11 augustus 2010             | Liechtenstein – Nederland    | 0 – 3                        | Kwalificatie EK 2011         |                              |
| Onder 21 (10.)                  | 9 oktober 2010               | Nederland – Oekraïne         | 1 – 3                        | Kwalificatie EK 2011         |                              |
| Onder 21 (11.)                  | 12 oktober 2010              | Oekraïne – Nederland         | 0 – 2                        | Kwalificatie EK 2011         |                              |
| Onder 21 (12.)                  | 9 februari 2011              | Nederland – Tsjechië         | 0 – 1                        | Vriendschappelijk            |                              |

### Nederland

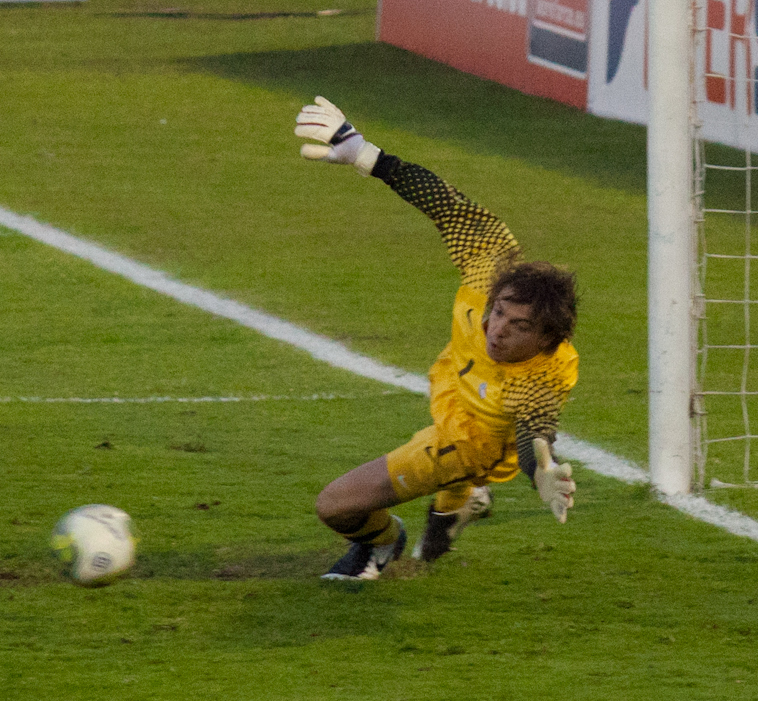
Krul stopte een strafschop tijdens zijn tweede interland voor Oranje in 2011.

Op 4 juni 2011 maakte hij zijn debuut in het Nederlands elftal in een vriendschappelijk duel tegen Brazilië. Tim Krul was een van de zes voetballers die nooit in de Eredivisie uitkwamen, maar wél in het Nederlands elftal debuteerde. De anderen waren Jimmy Hasselbaink, Rob Reekers, Willi Lippens, Wim Hofkens en Jordi Cruijff.
Op 8 juni 2011 speelde hij met het Nederlands elftal mee in de oefenwedstrijd tegen Uruguay (1–1). Vanwege een door een Uruguayaans gesponsorde beker die uitgereikt zou worden, moesten er na de officiële wedstrijd strafschoppen genomen worden (hoewel de wedstrijd de boeken inging als 1–1). Het Nederlands elftal verloor de strafschoppenreeks door missers van Robin van Persie en Eljero Elia. Krul maakte deel uit van de selectie die deelnam aan het EK voetbal 2012 in Polen en Oekraïne, waar Oranje roemloos ten onder ging in de groepsfase: drie duels, nul punten. Hij kwam daar niet in actie, net als tweede doelman Michel Vorm.
Op 7 september 2012 speelde hij met het Nederlands elftal mee in de WK-kwalificatiewedstrijd tegen Turkije. Maarten Stekelenburg werd in deze wedstrijd gepasseerd door bondscoach Louis van Gaal. Krul hield zijn doel schoon: Nederland won de thuiswedstrijd met 2–0 door treffers van Robin van Persie en Luciano Narsingh.
Krul maakte in de voorbereiding op het wereldkampioenschap voetbal 2014 in Brazilië deel uit van de voorselectie, die bondscoach Louis van Gaal op 13 mei 2014 bekendmaakte. De andere doelmannen waren Jasper Cillessen, Jeroen Zoet en Michel Vorm. Hij behoorde ook tot de definitieve WK-selectie, die Van Gaal op 31 mei bekendmaakte. Zoet was de afvaller bij de doelmannen. In de kwartfinale tegen Costa Rica maakte Krul zijn eerste minuten van het toernooi. Hij viel in de laatste minuut van de tweede verlenging in, specifiek om de strafschoppenserie te keepen. Krul stopte daarin de penalty's van Bryan Ruiz en Michael Umaña. Daarmee won Nederland de serie met 4–3 en plaatste de ploeg zich voor de halve finale. De vijfde eigen penalty hoefde niet meer te worden genomen. Krul kreeg kritiek van Jean-Marie Pfaff, Grant Wahl, Nick Miller en Oliver Kahn omwille van het psychologische spel dat hij speelde met de Costa Ricanen tijdens de penalty's. Ook de dienstdoende scheidsrechter Ravshan Irmatov kreeg kritiek.
Tijdens het naar 2021 uitgestelde EK 2020 was Krul reservekeeper.
| Interlands van Tim Krul voor Nederland | Interlands van Tim Krul voor Nederland | Interlands van Tim Krul voor Nederland | Interlands van Tim Krul voor Nederland | Interlands van Tim Krul voor Nederland | Interlands van Tim Krul voor Nederland |
| No.                                    | Datum                                  | Wedstrijd                              | Uitslag                                | Competitie                             | Goals                                  |
| Als speler van Newcastle United        | Als speler van Newcastle United        | Als speler van Newcastle United        | Als speler van Newcastle United        | Als speler van Newcastle United        | Als speler van Newcastle United        |
| -------------------------------------- | -------------------------------------- | -------------------------------------- | -------------------------------------- | -------------------------------------- | -------------------------------------- |
| 1.                                     | 4 juni 2011                            | Brazilië – Nederland                   | 0 – 0                                  | Vriendschappelijk                      |                                        |
| 2.                                     | 8 juni 2011                            | Uruguay – Nederland                    | 1 – 1                                  | Vriendschappelijk                      |                                        |
| 3.                                     | 26 mei 2012                            | Nederland – Bulgarije                  | 1 – 2                                  | Vriendschappelijk                      |                                        |
| 4.                                     | 7 september 2012                       | Nederland – Turkije                    | 2 – 0                                  | Kwalificatie WK 2014                   |                                        |
| 5.                                     | 6 februari 2013                        | Nederland – Italië                     | 1 – 1                                  | Vriendschappelijk                      |                                        |
| 6.                                     | 5 juli 2014                            | Nederland – Costa Rica                 | 0 – 0 (4 – 3)                          | Kwartfinale WK                         |                                        |
| 7.                                     | 12 november 2014                       | Nederland – Mexico                     | 2 – 3                                  | Vriendschappelijk                      |                                        |
| 8.                                     | 10 oktober 2015                        | Kazachstan – Nederland                 | 1 – 2                                  | Kwalificatie EK 2016                   |                                        |
| Als speler van Norwich City FC         |                                        |                                        |                                        |                                        |                                        |
| 9.                                     | 7 oktober 2020                         | Nederland – Mexico                     | 0 – 1                                  | Vriendschappelijk                      |                                        |
| 10.                                    | 15 november 2020                       | Nederland – Bosnië en Herzegovina      | 3 – 1                                  | UEFA Nations League 2020/21            |                                        |
| 11.                                    | 18 november 2020                       | Polen – Nederland                      | 1 – 2                                  | UEFA Nations League 2020/21            |                                        |
| 12.                                    | 24 maart 2021                          | Turkije – Nederland                    | 4 – 2                                  | Kwalificatie WK 2022                   |                                        |
| 13.                                    | 27 maart 2021                          | Nederland – Letland                    | 2 – 0                                  | Kwalificatie WK 2022                   |                                        |
| 14.                                    | 30 maart 2021                          | Gibraltar – Nederland                  | 0 – 7                                  | Kwalificatie WK 2022                   |                                        |
| 15.                                    | 2 juni 2021                            | Nederland – Schotland                  | 2 – 2                                  | Vriendschappelijk                      |                                        |

Bijgewerkt tot en met 2 juni 2021.

## Erelijst
| Competitie                         | Winnaar (1ste) | Winnaar (1ste)     | Finalist (2de) | Finalist (2de) | Derde  | Derde |
| Competitie                         | Aantal         | Jaren              | Aantal         | Jaren          | Aantal | Jaren |
| ---------------------------------- | -------------- | ------------------ | -------------- | -------------- | ------ | ----- |
| Newcastle United FC                |                |                    |                |                |        |       |
| Championship                       | 1×             | 2009/10            |                |                |        |       |
| AZ                                 |                |                    |                |                |        |       |
| KNVB beker                         |                |                    | 1×             | 2016/17        |        |       |
| Brighton & Hove Albion FC -23      |                |                    |                |                |        |       |
| Premier League onder 23 divisie 2  | 1×             | 2017/18            |                |                |        |       |
| Norwich City FC                    |                |                    |                |                |        |       |
| Championship                       | 2×             | 2018/19, 2020/2021 |                |                |        |       |
| Nederland –17                      |                |                    |                |                |        |       |
| Wereldkampioenschap voetbal –17    |                |                    |                |                | 1×     | 2005  |
| Europees kampioenschap voetbal –17 |                |                    | 1×             | 2005           |        |       |
| Nederland –21                      |                |                    |                |                |        |       |
| Europees kampioenschap voetbal –21 | 1×             | 2007               |                |                |        |       |
| Nederland                          |                |                    |                |                |        |       |
| Wereldkampioenschap voetbal        |                |                    |                |                | 1×     | 2014  |

## Privé
Krul woont samen en is vader van een dochter en een zoon.
Hij deed ook aan handbal.